# سن-رمی-د-مو
سن-رمی-د-مو (به فرانسوی: Saint-Rémy-des-Monts) یک کمون در دپارتمان سارت در ناحیه پی دو لا لوآر در شمال غربی فرانسه است.

## هم چنین ببینید
- کمون‌های دپارتمان سارت